# 함세덕
함세덕(咸世德, 1915년 5월 23일 ~ 1950년 6월 29일)은 한국의 문학인, 극작가이다.

## 생애
인천 강화군 출생으로 전라남도 목포와 인천에서 자랐다. 당시 유명한 극작가이던 유치진에게 사사한 뒤 1936년 단막극 희곡인 〈산허구리〉를 《조선문학》에 실으면서 등단했다.
1939년 동아일보 주최 제2회 연극대회에 참가 「동승(童僧)」을 공연하여 극연좌상(劇硏座賞)을 받았다. 이후 《조선일보》 신춘문예에 〈해연(海燕)〉(1940)으로 입선하였고, <낙화암>,<오월의아침>,<동어(冬魚)의 끝>,<서글픈 재능>,<심원의삽화> 등을 발표하였다. 대표작으로 꼽히는 〈동승(童僧)〉이 높은 평가를 받는 등 문재가 뛰어난 극작가로서 호평을 받았다. 〈동승〉의 원 제목은 주인공인 동자승의 이름을 딴 〈도념(道念)〉으로, 1947년 발간된 함세덕의 희곡집 《동승》의 표제작이며, 영화화 되기도 하였다.
작품의 경향은 초기에는 유치진의 농촌 배경 희곡들의 영향을 받았고, 점차 서정적이고 낭만적인 특성이 더해졌다. 목포와 강화도의 항구에서 보낸 어린 시절의 영향으로 문단 데뷔작인 〈산허구리〉 등 많은 작품의 무대가 바다나 섬, 어촌이라는 점도 독특하다. 그러나 태평양 전쟁과 좌우익 갈등, 월북으로 이어지는 정치적 격변 상황에서 그의 작품 성향은 두어차례 급격한 변화를 겪게 된다.
함세덕은 일제 말기에 대표적인 어용 연극단체로 유치진이 주도한 현대극장에 가담하여, 번안 희곡 《흑경정(黑鯨亭)》(1941), 창작 희곡 《에밀레종》(1942), 《남풍》, 《황해》, 《백야》등을 연속 집필했다. 역사극인 《에밀레종》에서는 신라를 괴롭히는 당나라와 우호적으로 도와주는 일본을 대비시키고 《황해》에서는 지원병제를 노골적으로 선전하여, 이 시기에 집필되거나 공연된 그의 작품에서는 모두 친일 군국주의적 경향이 분명히 드러난다.
광복 후 황철과 함께 낙랑극회를 조직해 활동 하며 좌익 연극 단체인 조선연극건설본부, 조선연극동맹에 참여하였다. 이 시기에는 초기의 사실주의적인 작품 성향을 극대화하면서 사회주의적 사실주의를 구현한 작품인 《산적》, 《기미년 3월 1일》, 《태백산맥》, 《고목》(1947년) 등을 발표했다. 이들은 모두 일제강점기 동안의 독립 운동을 좌파적 관점에서 묘사한 대작들이며, 이념성이 뚜렷하다.
한국 전쟁 이전에 월북한 뒤 북조선연극동맹에 가담하여 남한의 현실을 비판하는 작품을 쓰면서 활발히 활동했다. 제주 4·3 항쟁을 소재로 한 《산사람들》(1949년), 이승만이 등장하는 풍자 희곡이자 그의 마지막 작품이 된 《(소위) 대통령》(1950년)이 대표적이다.
한국 전쟁이 발발하자 조선인민군 종군 작가로서 부모와 형제들이 살고 있는 서울에 들어온 직후 사고로 사망했다.
2002년 발표된 친일 문학인 42인 명단과 2008년 발표된 민족문제연구소의 친일인명사전 수록예정자 명단에 포함되었다. 친일 작품 수는 《추장 이사베라》(1942) 등 희곡 4편을 포함하여 총 6편이다.

## 같이 보기
- 현대극장

## 참고 자료
- 이희환 (1999). “새 자료로 본 함세덕의 가계와 문학 - 발굴 희곡 '벽공'과 해방기 공연 자료를 중심으로”. 《황해문화》.